# 井澤春輝
井澤 春輝（いざわ はるき、1999年6月14日 - ）は宮崎県出身のプロサッカー選手。Jリーグ・ギラヴァンツ北九州所属。ポジションはミッドフィールダー、フォワード、ディフェンダー。

## 略歴
地元宮崎のスポーツ少年団でサッカーを始め、JFAアカデミー熊本宇城4期生として熊本県宇城市小川中学校を卒業。高校時代は浦和レッズの下部組織でプレー（同期は橋岡大樹、荻原拓也、角田涼太朗、長倉幹樹など）し、ボランチやDFに加えてFWやシャドーのポジションも経験し高円宮杯プレミアリーグで6ゴールを記録した。
2018年より浦和のトップチームに昇格し、直後に徳島ヴォルティスに期限付き移籍。初年度は4月23日のカマタマーレ讃岐との練習試合中に負傷、右膝内側側副靭帯損傷および外側半月板損傷で同年5月2日に手術を受け全治約4か月の診断を受ける長期離脱もあり全く出番がなく、移籍期間を延長して残留した2年目も天皇杯2試合の出場に終わった。
2020年シーズンはJ3の鹿児島ユナイテッドFCに育成型期限付き移籍。7月11日、J3第3節のアウェー・FC今治戦で途中出場しJリーグデビューを飾ったが、負傷離脱もありスタメンを勝ち取ることはできず、リーグ戦4試合の出場に留まった。
2020年12月28日、鹿児島への育成型期限付き移籍終了、併せてギラヴァンツ北九州への完全移籍が発表された。
2021年は第12節アウェー栃木戦で初先発出場すると3試合連続で先発出場したが、第14節アウェー東京V戦で試合終了間際にイエローカード2枚目により退場処分を受け次節は欠場、その後東京オリンピックによるリーグ戦中断前の第23節まで8試合（天皇杯を含め公式戦9試合）連続出場するが、中断期間中の練習試合での左膝内側側副靭帯損傷の負傷により再開後は戦列を離れ、第39節アウェー山口戦で16試合ぶりに先発出場を果たす。しかし第41節ホーム栃木戦で試合開始7分で負傷交代、右膝前十字靭帯損傷、外側半月板損傷で同年12月24日に手術を受け全治約8か月の診断を受けた。翌2022年は公式戦出場なしに終わった。2023年は開幕戦から7試合連続出場し、うち6試合は先発出場だったが、第8節から前半戦終了となる第19節まではベンチ外となり、後半戦初戦となる第20節ホーム鳥取戦で途中出場してから3試合連続途中出場、第23節ホーム琉球戦で16試合ぶりの先発出場を果たしたものの、怪我のため僅か16分で交代、その後は再びベンチ外が続き、最終節アウェー岐阜戦で15試合ぶりに先発出場、同年はリーグ戦12試合出場にとどまった。
2024シーズンより、チームキャプテンとなった。

## 所属クラブ
- 綾錦原サッカースポーツ少年団
- JFAアカデミー熊本宇城4期生/ソレッソ熊本
- 浦和レッズユース
- 2018年 - 2020年 浦和レッズ
  - 2018年 - 2019年 徳島ヴォルティス (期限付き移籍)
  - 2020年 鹿児島ユナイテッドFC (育成型期限付き移籍)
- 2021年 - ギラヴァンツ北九州

## 個人成績
| 国内大会個人成績 | 国内大会個人成績 | 国内大会個人成績 | 国内大会個人成績 | 国内大会個人成績 | 国内大会個人成績 | 国内大会個人成績 | 国内大会個人成績 | 国内大会個人成績 | 国内大会個人成績 | 国内大会個人成績 | 国内大会個人成績 |
| 年度             | クラブ           | 背番号           | リーグ           | リーグ戦         | リーグ戦         | リーグ杯         | リーグ杯         | オープン杯       | オープン杯       | 期間通算         | 期間通算         |
| 年度             | クラブ           | 背番号           | リーグ           | 出場             | 得点             | 出場             | 得点             | 出場             | 得点             | 出場             | 得点             |
| 日本             | 日本             | 日本             | 日本             | リーグ戦         | リーグ戦         | リーグ杯         | リーグ杯         | 天皇杯           | 天皇杯           | 期間通算         | 期間通算         |
| ---------------- | ---------------- | ---------------- | ---------------- | ---------------- | ---------------- | ---------------- | ---------------- | ---------------- | ---------------- | ---------------- | ---------------- |
| 2018             | 徳島             | 24               | J2               | 0                | 0                | -                | -                | 0                | 0                | 0                | 0                |
| 2019             | 徳島             | 24               | J2               | 0                | 0                | -                | -                | 2                | 0                | 2                | 0                |
| 2020             | 鹿児島           | 27               | J3               | 4                | 0                | -                | -                | -                | -                | 4                | 0                |
| 2021             | 北九州           | 36               | J2               | 14               | 0                | -                | -                | 1                | 0                | 15               | 0                |
| 2022             | 北九州           | 36               | J3               | 0                | 0                | -                | -                | 0                | 0                | 0                | 0                |
| 2023             | 北九州           | 14               | J3               | 12               | 0                | -                | -                | 0                | 0                | 12               | 0                |
| 2024             | 北九州           | 14               | J3               | 33               | 1                | 2                | 0                | 1                | 0                | 36               | 1                |
| 2025             | 北九州           | 14               | J3               |                  |                  |                  |                  |                  |                  |                  |                  |
| 通算             | 日本             | 日本             | J2               | 14               | 0                | -                | -                | 3                | 0                | 17               | 0                |
| 通算             | 日本             | 日本             | J3               | 49               | 1                | 2                | 0                | 1                | 0                | 52               | 1                |
| 総通算           | 総通算           | 総通算           | 総通算           | 63               | 1                | 2                | 0                | 4                | 0                | 69               | 1                |

- Jリーグ初出場 - 2020年7月11日 J3リーグ第3節 対FC今治（ありがとうサービス. 夢スタジアム）
- Jリーグ初得点 - 2024年10月6日 J3リーグ第31節 対SC相模原（相模原ギオンスタジアム）

## タイトル

### クラブ
浦和レッズユース
- 高円宮杯U-18サッカーリーグ プリンスリーグ関東：1回（2016年）
- Jユースカップ：1回（2015年）
- Jリーグインターナショナルユースカップ：1回（2015年）
- イギョラカップ：1回（2017年）

## 代表歴
- U-15日本代表
  - バル・ド・マルヌ U-16国際親善トーナメント（2014年）
- U-16日本代表
  - 平和祈念広島国際ユースサッカー（2015年）
- U-17日本代表
  - 国際ユースサッカーin新潟（2016年）
  - バツラフ・イェジェク国際ユーストーナメント（2016年）
- U-18日本代表
  - コパ・デル・アトランティコ（2017年）
  - SBSカップ 国際ユースサッカー（2017年）